# George Chadwick

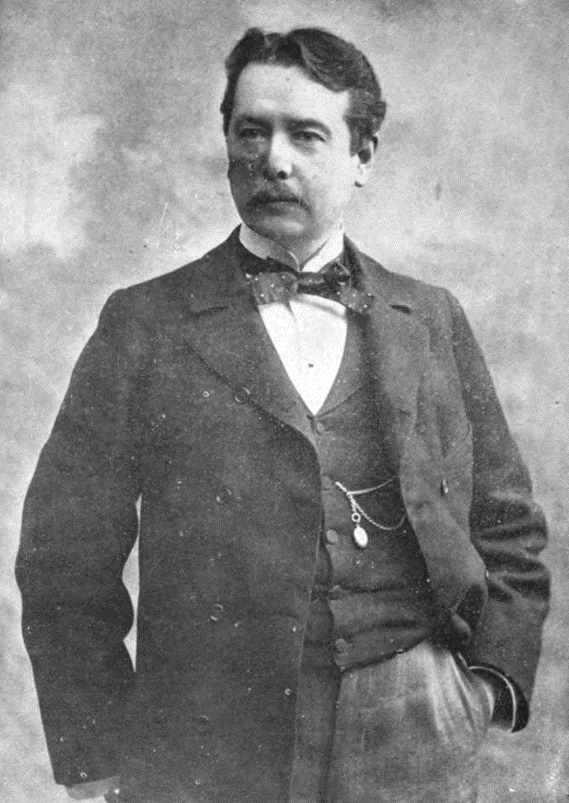
George Chadwick

George Whitefield Chadwick (* 13. November 1854 in Lowell, Massachusetts, USA; † 4. April 1931 in Boston) war ein US-amerikanischer Komponist.

## Leben
Chadwick entwickelte früh in seinem Leben einen unabhängigen, selbstständigen Charakter. Er war Schulabbrecher und in vieler Hinsicht Autodidakt. Seit 1872 betrieb er Studien in Musiktheorie am New England Conservatory of Music. Wie viele andere seiner Generation zog es ihn jedoch zu musikalischen Studien nach Europa. Ab 1877 studierte er für zwei Jahre am Leipziger Konservatorium bei Reinecke und Jadassohn, anschließend reiste er mit einer Gruppe junger Künstler, den sogenannten „Duveneck Boys“, unter Führung des charismatischen Frank Duveneck durch Europa und hielt sich längere Zeit in Frankreich auf. Danach setzte er seine Musikstudien bei Rheinberger in München fort und kehrte 1880 wieder nach Boston zurück. In den Vereinigten Staaten gelang ihm eine erfolgreiche Karriere als Komponist und Dirigent. 1897 wurde er Direktor des New England Conservatory of Music; er behielt diese Position bis zu seinem Tod.
1898 wurde Chadwick in die American Academy of Arts and Letters und 1913 in die American Academy of Arts and Sciences gewählt.

## Werk
Gemeinsam mit Horatio Parker und Edward MacDowell war Chadwick ein Repräsentant der Gruppe, die als Neu-England-Schule der amerikanischen Komponisten bezeichnet werden kann, und zwar eine Generation vor Charles Ives.
Unter allen Komponisten seiner Generation in den USA zeigte Chadwick vielleicht die fortschrittlichsten Tendenzen. Er verwendete diverses musikalisches Material anderer Kulturkreise (beispielsweise Melodien afroamerikanischer Herkunft in seiner 2. Sinfonie, Jahre bevor Antonín Dvořák durch sein bekanntes Vorbild die amerikanischen Komponisten animierte, es ihm nachzutun). Stilistisch wurde er nicht nur von deutschen Komponisten beeinflusst, die er in München kennengelernt hatte, sondern griff auch karibische Elemente und amerikanische Volksmusik auf.
Sein Werk umfasst mehrere Opern, drei Sinfonien, fünf Streichquartette, sinfonische Dichtungen, Schauspielmusik sowie Lieder und Hymnen für Chor.